# Roger Smith (tennista)
Roger Smith (Freeport, 20 gennaio 1964) è un ex tennista bahamense.

## Carriera
Ottenne il suo best ranking in singolare il 1º agosto 1988 con la 96ª posizione, mentre nel doppio divenne il 4 marzo 1991, il 73º del ranking ATP.
Specialista del doppio, vinse in questa specialità tre tornei del circuito ATP, su quattro finali disputate. Vinse il suo primo torneo in carriera, il Tel Aviv Open, nel 1988 in coppia con il keniano Paul Wekesa. Il miglior risultato ottenuto nei tornei del grande slam è rappresentato dai quarti di finale raggiunti nel 1990 negli US Open in coppia con il britannico Andrew Castle; in quell'occasione fu sconfitto dalla coppia formata dagli statunitensi Brian Garrow e Sven Salumaa con il risultato di 3-6, 5-7, 7-5, 6-3, 3-6.
Fece parte della squadra bahamense di Coppa Davis dal 1985 al 2000 con un bilancio complessivo di trentasette vittorie e trentasette sconfitte.

## Statistiche

### Tornei ATP

#### Doppio

##### Vittorie (3)
| Legenda singolare                                    |
| Grande Slam (0)                                      |
| ATP World Tour Finals (0)                            |
| ATP Super 9 / ATP Masters Series (0)                 |
| ATP Championship Series / ATP International Gold (0) |
| ATP World Series / ATP International Series (3)      |

| Numero | Data             | Torneo                  | Superficie    | Compagno     | Avversari in finale          | Punteggio     |
| 1.     | 10 ottobre 1988  | Tel Aviv Open, Tel Aviv | Cemento       | Paul Wekesa  | Patrick Baur Alexander Mronz | 6-3, 6-3      |
| 2.     | 9 settembre 1991 | Brasilia Open, Brasilia | Sintetico     | Kent Kinnear | Ricardo Acioly Mauro Menezes | 6-2, 3-6, 7-6 |
| 3.     | 29 gennaio 1996  | Shanghai Open, Shanghai | Sintetico (i) | Mark Knowles | Jim Grabb Michael Tebbutt    | 4-6, 6-2, 7-6 |

##### Sconfitte in finale (1)
| Legenda singolare                                    |
| Grande Slam (0)                                      |
| ATP World Tour Finals (0)                            |
| ATP Super 9 / ATP Masters Series (0)                 |
| ATP Championship Series / ATP International Gold (0) |
| ATP World Series / ATP International Series (1)      |

| Numero | Data           | Torneo                                   | Superficie  | Compagno    | Avversari in finale              | Punteggio |
| 1.     | 9 ottobre 1989 | Grand Prix de Tennis de Toulouse, Tolosa | Cemento (i) | Todd Nelson | Mansour Bahrami Éric Winogradsky | 2-6, 6-7  |

### Tornei minori

#### Singolare

##### Vittorie (2)
| Legenda tornei minori |
| Challenger (2)        |
| Futures (0)           |

| Numero | Data            | Torneo                            | Superficie  | Avversario in finale | Punteggio     |
| 1.     | 2 novembre 1987 | Bossonnens Challenger, Bossonnens | Cemento (i) | Alexander Mronz      | 7-6, 4-6, 6-3 |
| 2.     | 6 novembre 1989 | Bossonnens Challenger, Bossonnens | Cemento (i) | Petr Korda           | 7-6, 6-7, 6-4 |

#### Doppio

##### Vittorie (7)
| Legenda tornei minori |
| Challenger (7)        |
| Futures (0)           |

| Numero | Data             | Torneo                                    | Superficie    | Compagno               | Avversari in finale            | Punteggio     |
| 1.     | 23 novembre 1987 | Munich Challenger, Monaco di Baviera      | Sintetico (i) | Tony Mmoh              | Leonardo Lavalle Diego Nargiso | 7-6, 6-4      |
| 2.     | 29 ottobre 1990  | Rio de Janeiro Challenger, Rio de Janeiro | Cemento       | Tobias Svantesson      | Shelby Cannon Alfonso Mora     | 7-5, 6-4      |
| 3.     | 26 novembre 1990 | Bossonnens Challenger, Bossonnens         | Cemento (i)   | Michiel Schapers       | Henrik Holm Nils Holm          | 6-2, 7-6      |
| 4.     | 2 agosto 1993    | Istanbul Challenger, Istanbul             | Cemento       | Jean-Philippe Fleurian | Miles MacLagan Dinu Pescariu   | 7-6, 6-3      |
| 5.     | 6 settembre 1993 | Azores Challenger, Azzorre                | Cemento       | Bryan Shelton          | Chris Bailey Jeff Tarango      | 6-4, 6-4      |
| 6.     | 5 dicembre 1994  | Sao Luis Challenger, São Luís             | Cemento       | João Cunha e Silva     | Fábio Silberberg João Zwetsch  | 4-6, 6-3, 6-3 |
| 7.     | 14 ottobre 1996  | Tanagura Challenger, Tanagura             | Cemento       | Brian MacPhie          | Maks Mirny Jaime Oncins        | 6-4, 6-4      |